# Palazzo della Signoria (Jesi)
Il Palazzo della Signoria di Jesi è uno dei più imponenti palazzi pubblici delle Marche. 
Affaccia la sua possente mole quadrata su Piazza Colocci, nell'area più alta della città.

## Storia
Era la sede originale del Gonfaloniere e dei Priori, cioè della Magistratura cittadina. Nel 1586 fu ceduto al Magistrato Pontificio e da allora divenne il Palazzo del Governatore fino all'avvento dell'Unità d'Italia.
L'edificio poggia sul lato nord-orientale sulle fondamenta dell'antico Teatro romano e venne edificato dopo l'abbattimento del medievale Palazzo dei Priori, dal 1486 al 1498. Il progetto si deve all'illustre architetto senese Francesco di Giorgio Martini, già attivo in diverse località delle Marche e, a partire dal 1471, impegnato ad Urbino per la costruzione della nuova ala del Palazzo Ducale di Federico da Montefeltro.
Con l'avvento dei governatori pontifici, il palazzo ha cominciato a subire profonde trasformazioni. Nel 1611 fecero costruire una nuova Cappella nel loggiato di mezzo, poi traslocata di nuovo nel 1824 in un vano ottenuto tramezzando la Sala d'Armi. Dopo il 1860, quando Jesi e le Marche vennero annesse al nuovo Regno d'Italia, l'edificio divenne sede della Pretura, Archivio notarile e delle Carceri mandamentali. Nel 1913 è stata costruita, al pianterreno, la prima Centrale telefonica automatica d'Italia. Dichiarato monumento di interesse nazionale alla fine degli anni 1920, il palazzo è stato restaurato fra il 1930 e il 1939. In seguito è divenuto la sede della Biblioteca Comunale, notevolmente arricchita all'inizio del Novecento dalla donazione al Comune della famiglia Pianetti, tanto che le hanno cambiato il nome in Biblioteca comunale Planettiana.

## Descrizione

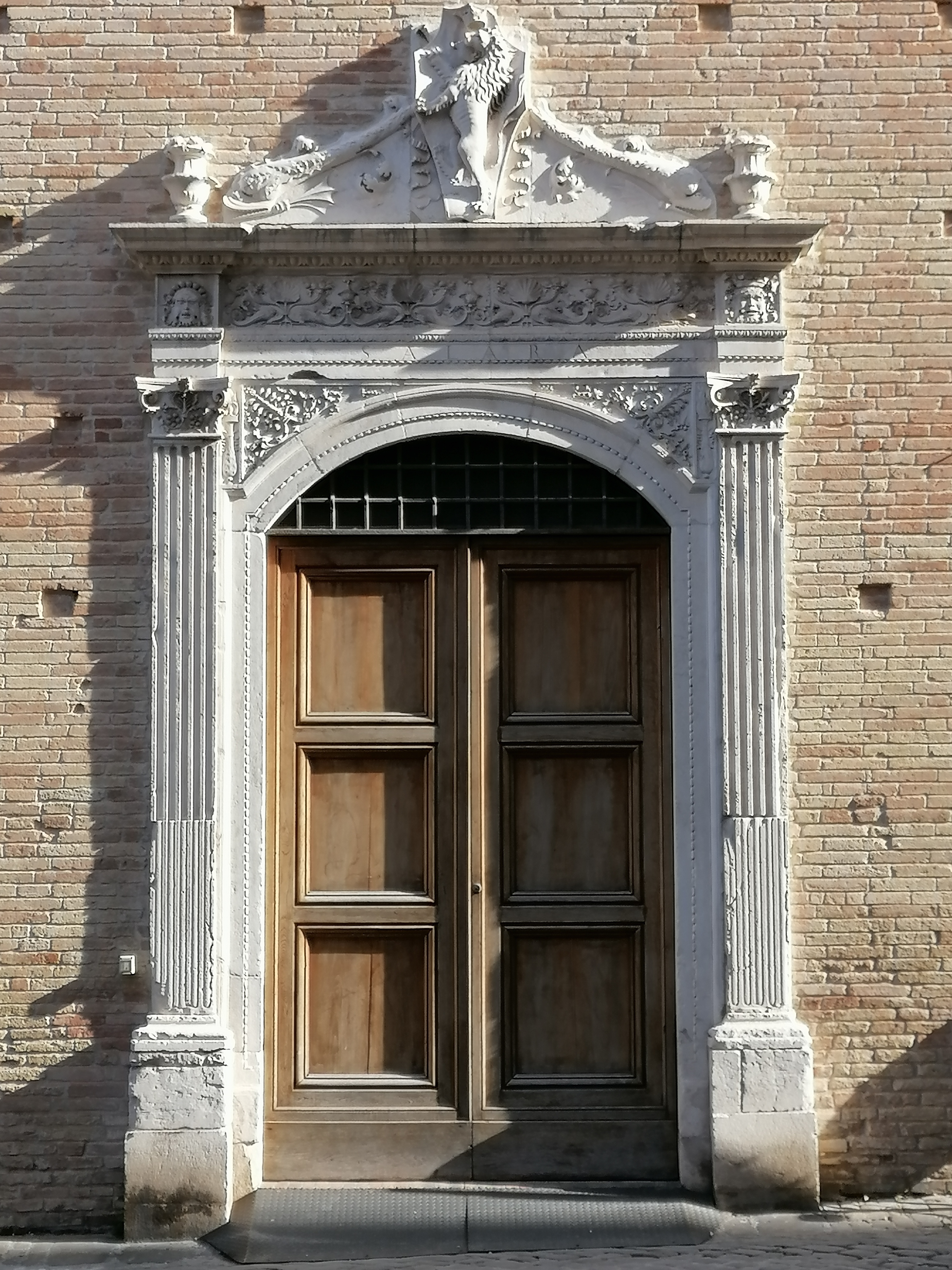
Portale della Salara.

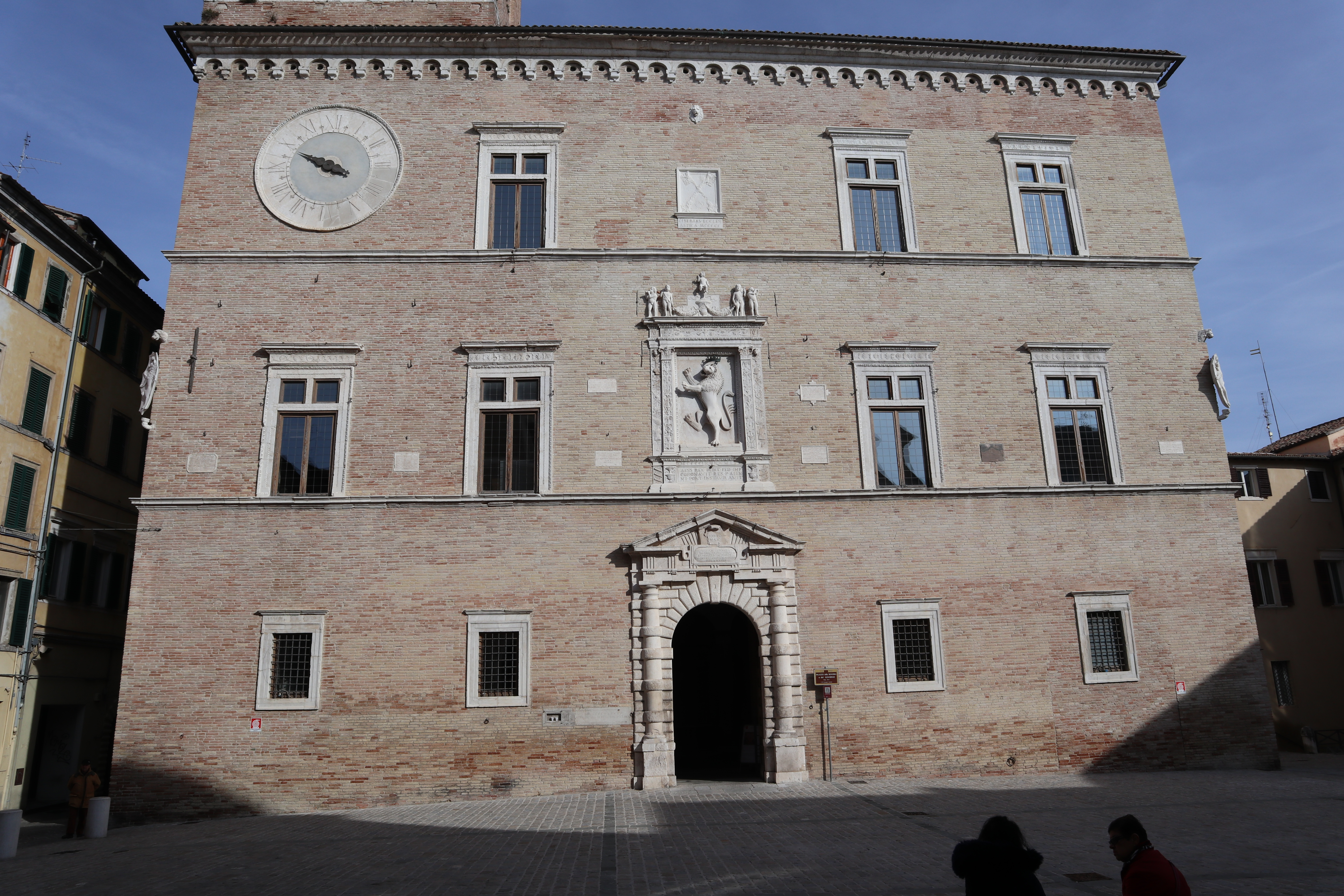
La facciata con l'orologio.

Venne costruito tra il 1486 e il 1498 dal celebre architetto Francesco di Giorgio Martini in stile rinascimentale in stretta affinità col gusto del Laurana. Si presenta come un parallelepipedo dalla solida massa tagliata e pulita che rispecchia con mirabile nobiltà le tendenze volumetriche del periodo.
Si compone di tre facciate in laterizio, di cui una principale, e si alza su due piani divisi da cornicioni-marcapiano con un doppio ordine di belle finestre crociate "alla guelfa" munite di cornici in pietra finemente scolpite; un cornicione di coronamento ad archetti ciechi completa il sottotetto. Ai quattro angoli dell'edificio sono degli scudi araldici sporgenti con delle piccole teste di leone e cornucopie. Tutte le decorazioni architettoniche che completano le facciate furono eseguite da Michele di Giovanni da Milano e dal figlio Alvise, sul disegno del Martini. Sul fronte sinistro, che dà sulla centrale via Pergolesi, già degli Orefici, si aprono tre porte, di cui quella centrale, detta della "Salara", ha un elegantissimo portale rinascimentale ad arco ribassato sempre disegnato dal Martini, ma realizzato da Giovanni di Gabriele da Como.
Nel 1551 il palazzo era stato completato con una slanciata torre a tre ordini merlati e cupola finale (come appare raffigurata in quadri e stampe del tempo), su disegno dell'architetto Andrea Sansovino, che crollò nel 1657 a seguito di un terremoto. Riedificata nel 1661, per mancanza di fondi non venne mai ultimata.

### La facciata

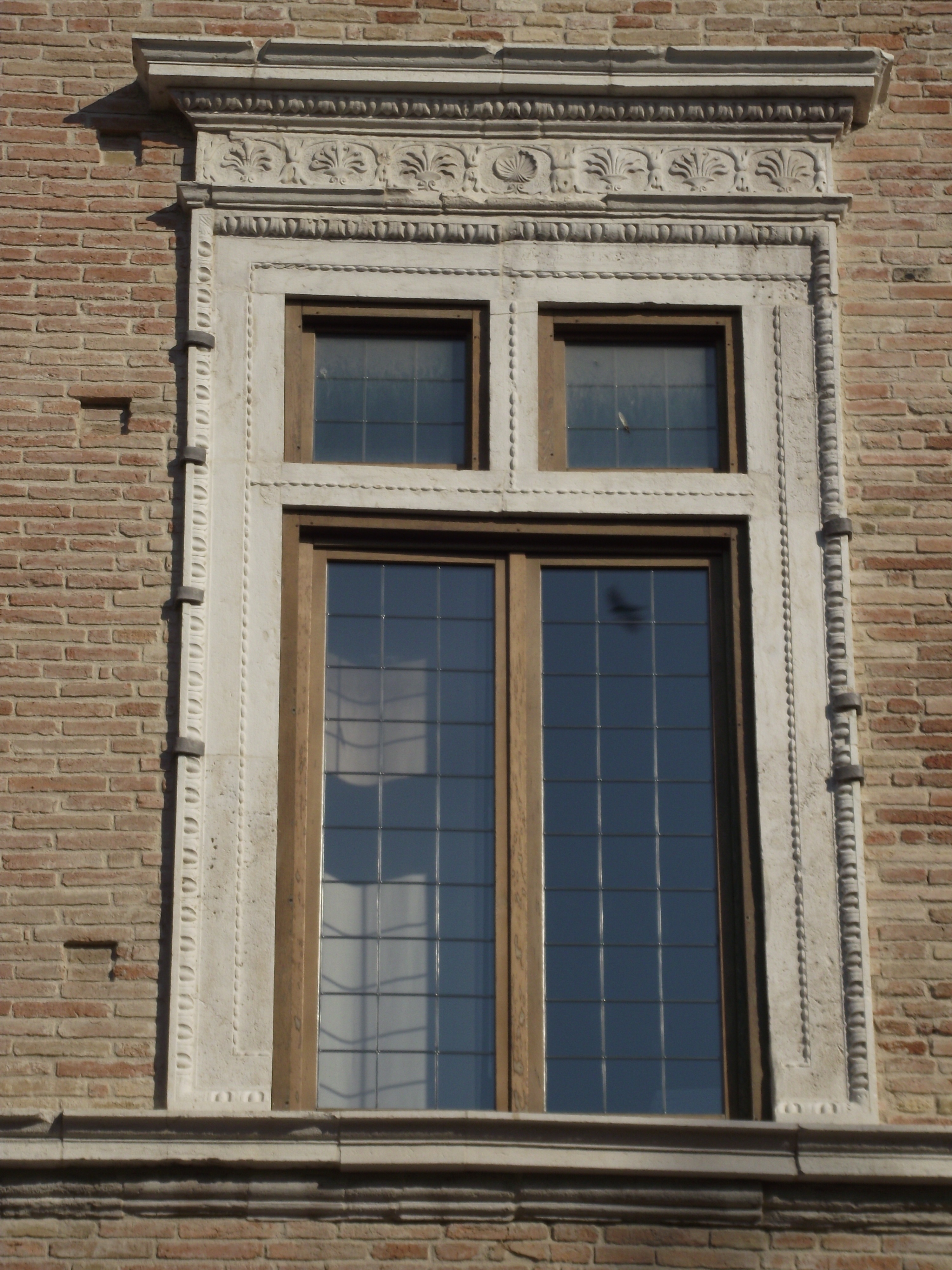
Una delle finestre crociate.

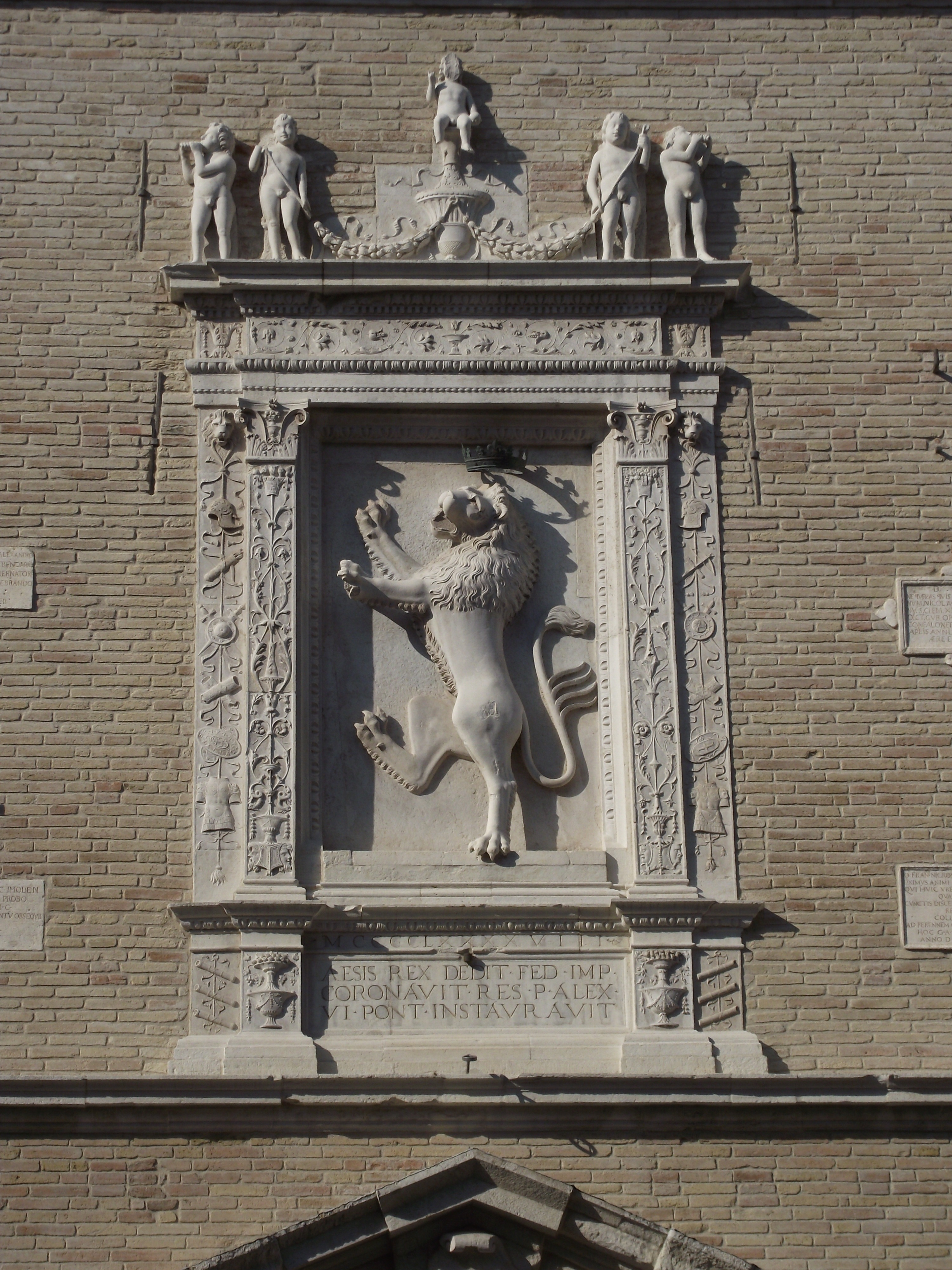
Lo stemma di Jesi sulla facciata.

L'elegante facciata principale è anch'essa aperta da un doppio ordine di finestre a croce guelfa.
Nel pianterreno è posta una lastra di marmo, con ordine di Papa Alessandro VI, che riporta le misure ufficiali della "Respubblica Aesina", delle linee a rappresentare la canna e il passo (1 Somel, 35 metri), e il trapezio per misurare tegole e mattoni. 
Si apre al centro il grande portale d'ingresso, costruito nel 1588 in stile dorico-rustico, e al di sopra di esso, in posizione centrale sulla facciata, è posta un'edicola rettangolare decorata con putti, festoni d'alloro e ricche candelabre a rilievi, con all'interno l'altorilievo di un leone rampante coronato, emblema della città; scolpito in pietra nel 1498 da Michele di Giovanni da Milano e dal figlio Alvise, sul disegno del Martini. Alla base dell'edicola si legge la scritta in latino "AESIS REX DEDIT, FED IMP CORONAVIT, RES, P ALEX VI PONT INSTAURAVIT" così tradotta: "Re Esio lo concesse, Federico II Imperatore lo coronò, la Repubblica, pontificando Alessandro VI, lo pose". Al centro della serie di finestre del secondo piano è una targa con le chiavi pontificie aggiunta nel 1500.
L'orologio della facciata, fatto costruire da Ansovino da Camerino, sostituisce quello originale andato perduto a seguito del crollo della torre; era stato realizzato dal faentino Francesco di Antonio nel primo decennio del XVI secolo.

### Il cortile e gli interni

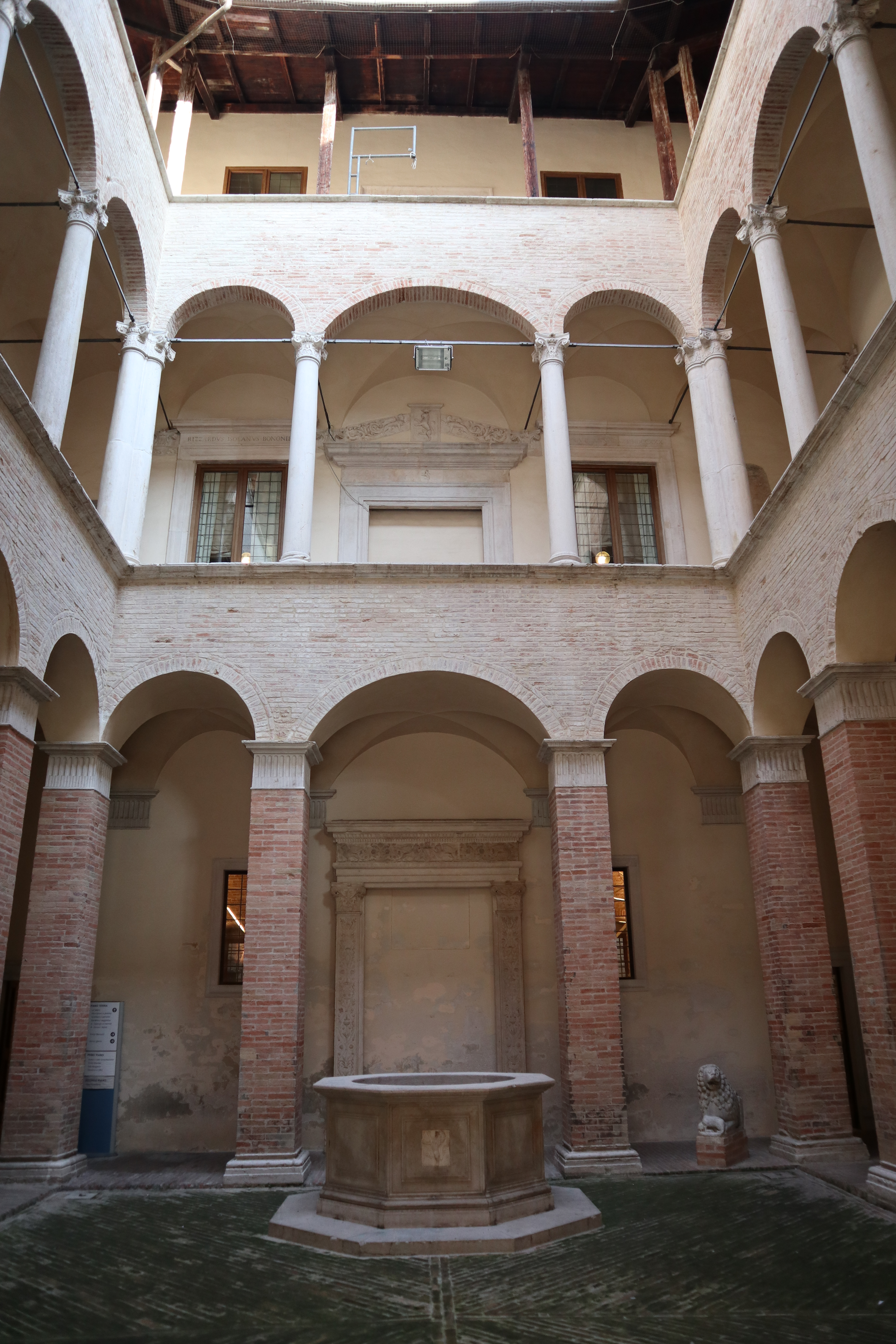
il Cortile del Sansovino col pozzo di Giovanni di Gabriele da Como.

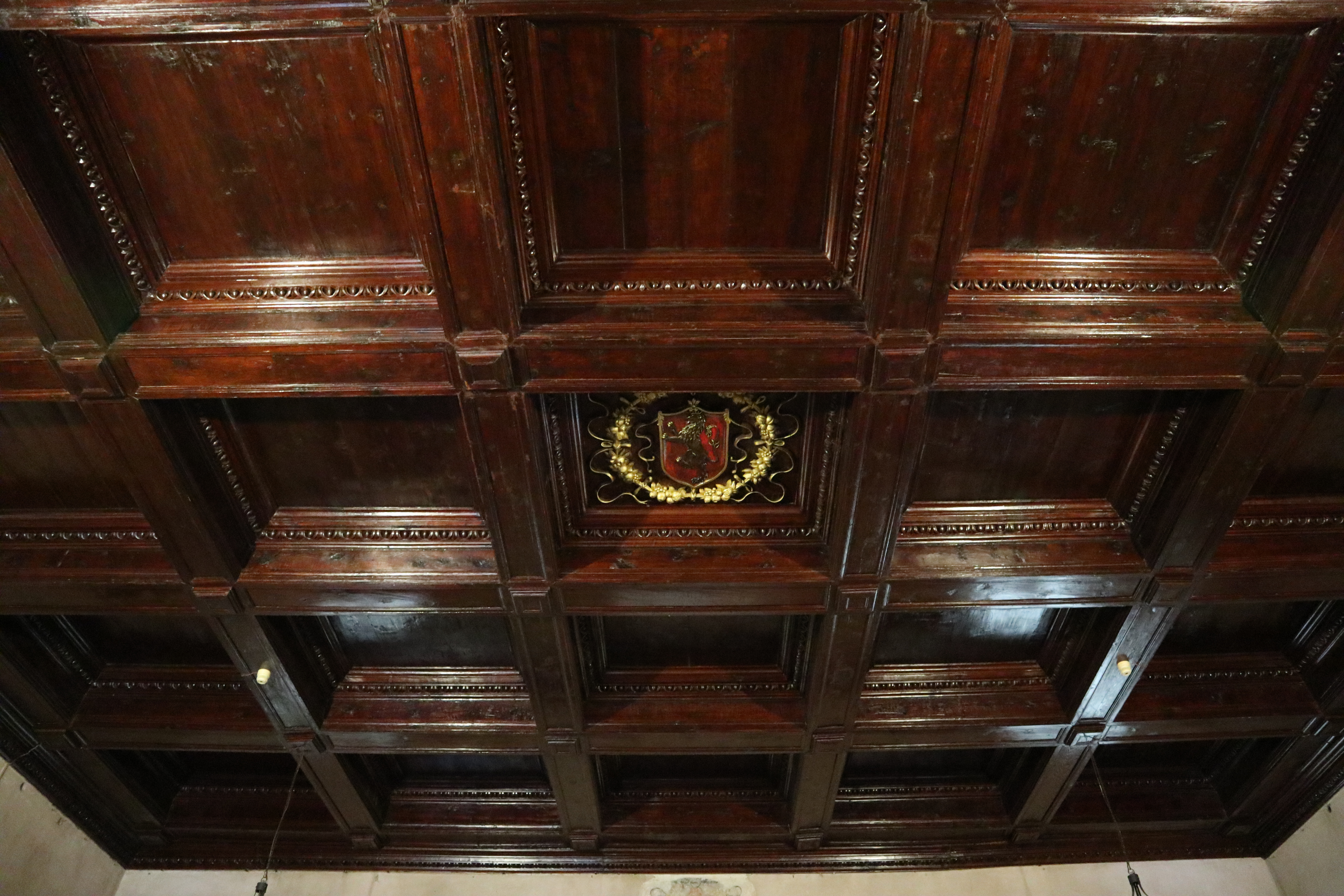
Soffitto a cassettoni della Sala del Consiglio o Sala Maggiore.

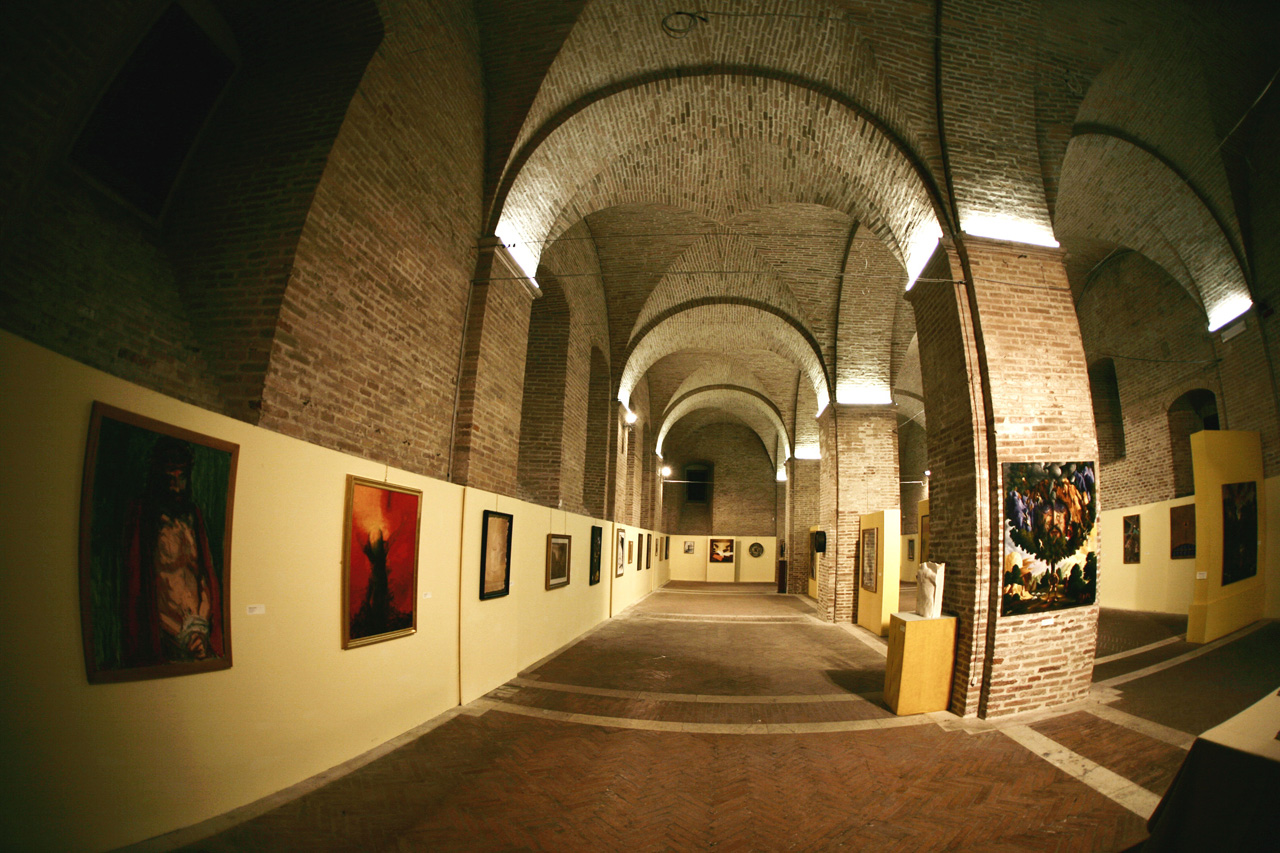
La Salara.

L'interno del palazzo è tutto incentrato sul cortile; dal tracciato rettangolare con portico terreno e due ordini di logge di 14 campate.
Ogni piano si presenta diverso dall'altro nell'impiego dei materiali e crea quindi un suggestivo effetto di colori.
Tutto l'edificio è realizzato in laterizi chiari, ai quali si contrappongono i pilastri quadrati del portico terreno, in laterizi rossi, sormontati dai relativi capitelli scanalati in pietra bianca; il primo ordine di logge in pietra d'Istria e il secondo loggiato, mai terminato, con pali di legno di rovere.
Il lato d'ingresso e quello simmetrico frontale presentano tre campate ciascuno, di cui quelle centrali, più larghe delle altre sono coronate da archi ribassati; gli altri hanno quattro campate ciascuno con archi a tutto sesto.
Di particolare raffinatezza risulta il secondo ordine (primo loggiato), composto da agili colonne in pietra d'Istria con capitelli corinzi che sorreggono le volte a crociera del loggiato. È stato disegnato da Andrea Sansovino, chiamato a Jesi nel luglio del 1519. Le volte e le lunette del loggiato una volta erano interamente decorate da affreschi cinquecenteschi, forse di Pietro Paolo Agabiti, dei quali oggi si conservano solo pochi resti.
In posizione arretrata rispetto al centro, c'è un pozzo costruito in pietra da Giovanni di Gabriele da Como.
Il cortile è circondato per tre lati dalle sale del palazzo e apre il suo lato occidentale direttamente sulla facciata principale.
Nei contrapposti lati nord e sud sono incastonate in portali rinascimentali due scale a rampa rettilinea che portano ai piani superiori. Al piano terra è un suggestivo locale coperto da ampie volte in laterizi che costituiva la Sala d'Armi, dal 1548 adibita a "Salara" (deposito del sale).
Al primo piano si trova l'antica Sala del Consiglio, dal 1586 al 1808, sede dei Governatori Pontifici, con un bel soffitto ligneo realizzato dallo jesino Pieramore di Bartolomeo Pierleoni dal 1522 al 1525. Composto da cassettoni con lacunari, quello centrale porta scolpito uno scudo con leone, stemma di Jesi. Qui è collocata la mobilia lignea settecentesca dell'antica libreria Pianetti, finemente dipinta e dorata.
Il terzo ordine ospita l'antica Sala dei Giudici, con due globi terrestri della fine del XVII secolo, opere del cartografo veneziano Vincenzo Maria Coronelli.
Per quanto riguarda la parte pittorica, fonti documentarie parlano di decorazioni e dorature nelle sale della Cancelleria, opere del pittore Pietro Paolo Agabiti, il quale realizzò anche molti affreschi negli anni 1522-24 insieme al pittore Andrea da Jesi.

### L'orologio della torre

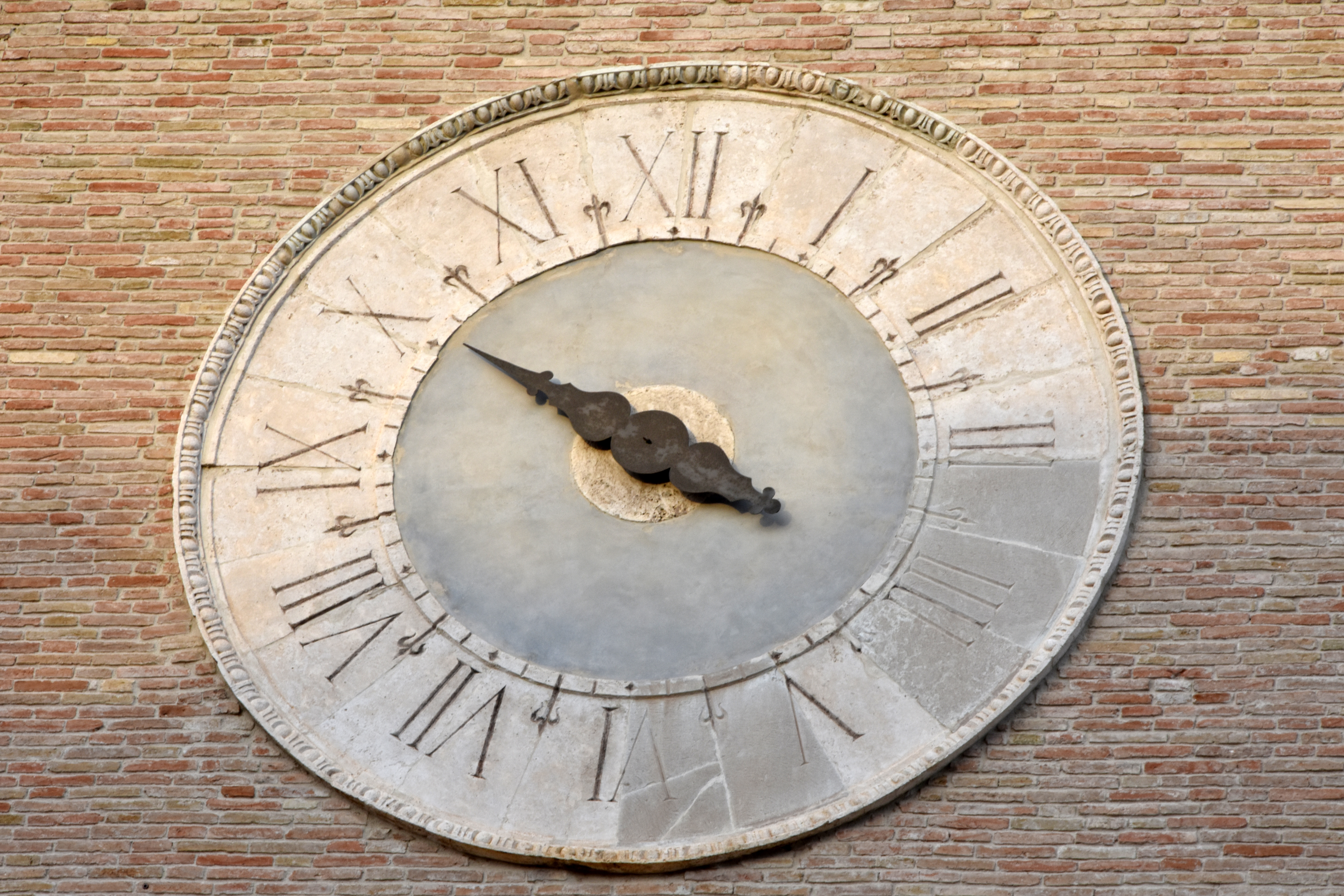
Il quadrante dell'orologio

Nel 1939 l'orologiaio Edoardo Marconi di Montecarotto.
ricostruisce ex novo l'antica macchina oraria posta sulla torre del palazzo costruita originariamente nel 1723 da ANTONIUS MOLINARIUS costruttore veneto come riportato da un'incisione sul telaio della macchina. La macchina del Marconi è larga 133 cm, profondo 80 cm e alto 110 cm. È costituita da tre treni paralleli: il treno centrale è per il movimento delle sfere, quello di destra per la suoneria delle ore e quello di sinistra per la suoneria dei quarti. La macchina è stata smontata, restaurata, resa funzionante e riposizionata nella sua sede originaria nel 2006. Il meccanismo ora ha la sola funzione di comandare la sfera del quadrante; le suonerie sono escluse. Ad oggi (2020) però il quadrante esterno non segna ancora le ore.

## Biblioteca Planettiana

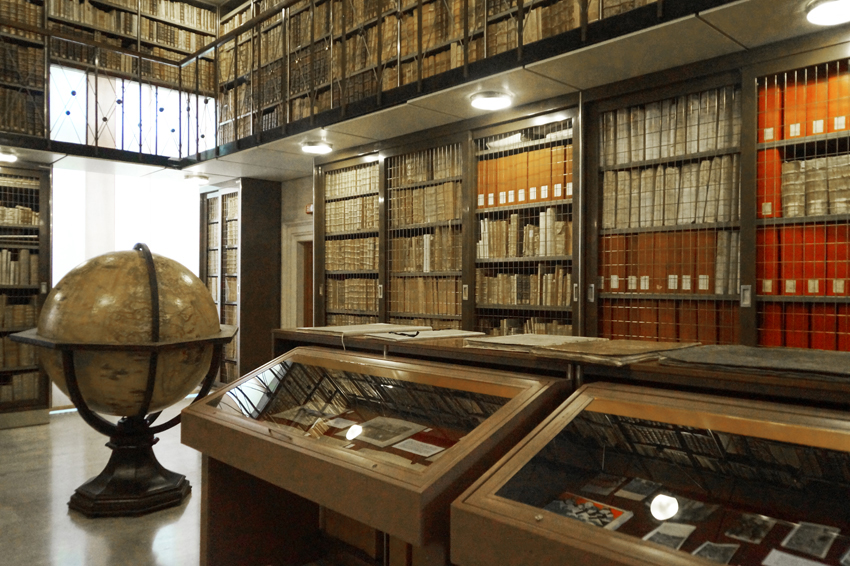
La Biblioteca Planettiana.

All'interno ospita la "Biblioteca comunale Planettiana", fondata nel 1859, grazie alla donazione fatta dal marchese Angelo Ghislieri della propria scelta libreria, prende il nome dal prezioso fondo librario ed archivistico donato dalla famiglia Pianetti al Comune nei primi del Novecento. Oggi con i suoi circa 110.000 fra volumi, manoscritti e incunaboli che vanno dal XV al XIX secolo è una delle biblioteche più importanti della Regione.
Fra le opere di maggior interesse vanno ricordate la lettera autografa di Giacomo Leopardi del 1825 e un cospicuo nucleo di scritti del grande musicista "locale" Gaspare Spontini.